# Erik von Stockenström (militär)
För riksrådet med samma namn se Erik von Stockenström
För borgmästaren med samma namn (1823–1905), se Erik von Stockenström (borgmästare).
Erik von Stockenström, född 28 december 1731 på Genstorp i Viby socken i Närke, död 9 april 1801 på Kokkala i Hauho, var en svensk greve  och militär.

## Biografi
Erik von Stockenström var son till häradshövdingen Lars von Stockenström och Maria Elisabeth Fægræa (1699–1774) samt dotterson till häradshövdingen Johan Fægræus (1661–1725). Han var vidare brorson till justitiekansler Erik von Stockenström.
Erik von Stockenström blev volontär vid fortifikationen 1752 och underkonduktör där 1754. Han var konduktör 1757 och adjutant vid fortifikationen 1763. Han blev löjtnant 1764 och kapten 1773 samt major 1780. Han utnämndes till generalkvartermästarelöjtnant 1788 och fick avsked från aktiv tjänst 1792. Han var kommendant över Finland och Tavastehus (1770-tal—1792). Möjligen var det hans farbror greve von Stockenström, som ingick i Gustav III:s hovkrets, som hjälpte honom till den utnämningen. Hans uppgift i Tavastehus var att leda de massiva befästningsarbeten som skulle utföras på slottet och befästningsanläggningarna samt en flytt av hela staden. Kungen skickade instruktioner direkt till von Stockenström, såsom en order om att jämna ut den nya platsen i staden. Under 15 år övervakade, styrde, rapporterade och organiserade von Stockenström det stora projektet. Det krävdes i hans fall mycket diplomati mot stadsbefolkningen och deras missnöje med flyttplanerna. Det tydligaste spåret av von Stockenström syns idag i slottets huvudvakt, som byggdes som en förlängning av kronobageriet på dess västra sida. von Stockenström och Nils Cedergren utförde ritningarna till byggnaden 1780. Byggandet påbörjades redan året efter och tvåvåningsbyggnaden i tegel stod färdig ett par år senare. Han återvände inte till Sverige efter sitt avsked 1792, utan bosatte sig på gården Kokkala i Hauho där han drev en lantegendom. 
Erik von Stockenström är begravd vid Hauho kyrka där hans gravsten och grav finns bevarad.
 